# Карлов мост
Карлов мост (чеш. Karlův most) представља најстарији очувани прашки мост, који је подигао краљ Карло  (1346—1378), 1357. године. Аутор пројекта је наводно био мајстор Ото. Вековима је мост био најважнија комуникација која је повезивала прашке градове на обе обале Влтаве. По реду је четврти камени мост у Чеха, након Јудитиног, писецког и рудницког.
Карлов мост је изграђен на месту претходног, Јудитиног моста који је срушен 1342. Изградња новог моста је започета 1357. под покровитељством Карла IV, а завршен је 1402. године. До изградње моста Фрање I, 1841. године, био је једини мост преко Влтаве.
Званично је назван Карлов мост 1870. године, а до тада се називао Прашки мост или Камени мост.
Мост је 516 m дуг и близу 10 m широк, обезбеђен са три торња од којих су два на Малој Страни, а трећи у Старом Граду. Украшен је са 30 статуа подигнутих око 1700. године од којих је већина у барокном стилу.
Током ноћи Карлов мост је мирно место, али се током дана мења у веома живо место са бројним сликарима, трговцима и туристима.

## Историја

### Изградња моста
Потреба за изградњом новог моста се јавила након што је стари романескни Јудитин мост (изграђен око 1170. и назван по Јудити, жени краља Владислава II) уништен у поплави 1342. Изградња је почела 1357. под вођством Јана Ота а надгледао ју је Петар Парлер.
Постоји модерна легенда која каже да је камен темељац стављен 1357. 7 дана 9 месеца у 5:31 а да је Карло IV изабрао то време да кад би неко написао време почетка добио секвенцу бројева 1-3-5-7-9-7-5-3-1.
Мост је саграђен од Бохемијске седиментне стене. Постоји легенда која каже да су јаја и млеко коришћени да побољшају малтер којим су повезивани камени блокови и да су у ту сврху долазили из целог краљевства. Иако легенда не може бити потврђена, модерни лабораторијски тестови су пронашли неорганске и органске материје у малтеру. Конструкција Карловог моста је трајала до почетка 15. века.

### Карлов мост до 20. века
Кроз историју Карлов мост је претрпео неколико разарања и сведочио многим историјским догађајима. Поплава 1432. је оштетила три стуба. 1496. трећи свод, бројећи од Староместске стране се срушио а поправке су завршене 1503. годину дана после Битке на Белој планини, кад је 27 вођа антихабзбурговске револуције погубљено 21. јуна 1621. Староместски торањ је служио за истицање одсечених глава жртви да би зауставили даљи отпор Чеха. Пред крај Тридесетогодишњег рата 1648. Швеђани су окупирали западну обалу Влтаве и како су покушавали да уђу у Старо Место најтеже битке су се одиграле управо на мосту. Током битака оштетили су страну Староместског торња која је окренута ка реци и остаци скоро свих готских декорација су морали бити уклоњени. Крајем 17. и почетком 18. века мост је добио свој данашњи изглед кад су постављене барокне статуе на стубове. Током велике поплаве 1784. пет стубова је било оштећено и иако се лукови нису срушили саобраћај на мосту је морао бити прекинут на неко време.
1845. се догодила још једна велика поплава, али мост није претрпео већу штету. 1848, током дана револуције мост није оштетило бомбардовање, али неколико статуа јесте. 1866. псеудо-готичка гасна светла која су касније замењена електричним су постављена на ограду стубова. 1870-их прва регуларна линија јавног транспорта (омнибус) је прошла преко моста а касније је замењена трамвајима са коњима. Торњеви су били реконструисани између 1874. и 1883.
Од 2-5. септембра 1890. Праг је задесила још једна велика поплава, и прилично оштетила мост. Хиљаде сплавова, пањева и других ствари које су пробиле баријеру су претиле мосту. Лукови су се срушили под великим притиском а два стуба су пропала од налета воде док су други били делимично оштећени. Са петог стуба две статуе - Св. Игнација и Св. Хавијера - су такође пале у воду (замењене су статуама Ћирила и Методија, а касније копијама оригинала). Поправке су трајале две године и коштале 665.000 круна. Мост је поново отворен 19. новембра 1892.

### Од 20. века до данас
Почетком 20. века Карлов мост је кренуо са тешким саобраћајем. 15. маја 1905. је био задњи дан линије са коњима која је замењена електричним трамвајем до 1908. а касније аутобусима. Крајем Другог светског рата саграђена је барикада на Староместском торњу. Капитална поправка моста је била између 1965. и 1978, заснована на сарадњи неколико научних и културалних институција. Стабилност стубова је побољшана, сви сломљени камени блокови су замењени, асфалт је склоњен и саобраћај је од тада заустављен на Карловом мосту уступајући мост само пешацима. Поправка је коштала 5 милиона круна.
Током 1990-их неки људи су почели да критикују претходну реконструкцију моста и предлагали нову. Ипак, после катастрофалне поплаве 2002. која је узроковала само мању штету на мосту одлучено да се изврши преправка и стабилизација 8. и 9. стуба на малостранској страни моста. То су једини стубови који нису поправљани после поплаве 1890. Кад су 2005. преправке завршене сматране су као прва фаза реконструкције која ће се концентрисати специјално на изградњи новог хидроизолационог система за заштиту моста. Цела реконструкција ће бити завршена, без потребе за затварањем моста у периоду од 2007-2010.

### Статуе на мосту
Постоји 30 углавном барокних статуа на огради стубова прилагођених уметничком стилу готичког моста. Већина статуа је подигнута између 1683. и 1714. Представљају свеце и свеце заштитнике тог времена. Мост су декорисали највећи Бохемијски скулптори: Матијас Браун, Јан Брокоф и његов син Мајкл Јозеф и Фердинанд Максимилијан.
Једне од најпримећенијих и најпознатијих статуа су статуе Св. Лудгарда, Св. Јан, Феликс и Иван (тзв. Прашки Турчин), Распећа и Св. Јана Непомука који је са моста бачен у Влтаву.
Од 1965. многе статуе су замењене копијама а оригинали су премештени у Национални Музеј.

### Мост у популарној култури
- Музички спот "Never Tear Us Apart" од INXS је сниман на Карловом мосту.
- Делови музичког спота "Numb" од Linkin Park-a су снимани на Карловом мосту.
- Делови музичког спота "Diamonds are forever" од Kanye West-a су снимани на Карловом мосту.
- Карлов мост се појављује у акционим филмовима "Mission:Impossible" и "XXX".
- Фотографија Карловог моста је насликана на новели „Праг“ Артура Филипса из 2002. Новела у ствари није о Прагу, њена радња је смештена у Будимпешту из дванаестог века.